# Mário Rizério Leite
Mário Rizério Leite (Brumado, 8 de novembro de 1912 – Goiânia, 15 de maio de 2011) foi um médico, professor universitário e escritor folclorista, romancista e cronista; membro da Academia Goiana de Letras, que escreveu várias obras sobre temas relacionados às crenças e costumes do povo sertanejo, sobretudo, da Bahia, terra natal e Goiás, onde viveu maior parte da sua vida. Foi um dos fundadores da Universidade Federal de Goiás (UFG), Associação Médica de Goiás (AMG) e do Conselho Regional de Medicina do Estado (CRM-GO).

## Biografia

### Origem
Mário Rizério Leite nasceu em Brumado em 8 de novembro de 1912, seu pai  era o juiz de direito Pompílio Dias Leite e sua mãe era Deolina Moura Leite. Aprendeu as primeiras letras com o mestre Galiza. Aos cinco anos começou estudar o primário e aos seis foi mandado para estudar no Instituto São Luiz Gonzaga, como interno em Caetité, depois para Salvador, para o Instituto Bahiano de Ensino. Passou ainda pelo Colégio Padre Antônio Vieira, também em Salvador, onde recebeu instrução jesuíta, até se Ingressar na Faculdade de Medicina da Bahia, em 1931, se formando em 1937. Em 1939, mudou-se para Goiás. Casou-se em 6 de junho de 1942, aos 30 anos, com a jovem de 17, Edith Ayres França, que passou a assinar Edith Rizério Ayres Leite. Com sua esposa teve quatro filhos, três homens: Mário Rizério Leite Filho (este faleceu ainda relativamente jovem), João Ayres Rizério Neto e Ivan Rizério Ayres; e uma mulher: Selma Ayres Rizério. Apenas Mário, seu primogênito, nasceu na Bahia, em Salvador, os outros nasceram em Arraias, que pertencia a Goiás.

### Juventude e história
Mário Rizério Leite partiu do interior para a capital do Estado, onde se ingressou na Faculdade de Medicina da Bahia com 19 anos. Formou-se em medicina aos 25. Ainda como acadêmico Mário Rizério Leite atuou como repórter do Jornal Imperial, mas por pouco tempo, pois durante a Revolução de 1930, o jornal foi fechado e ele foi preso, junto com outros estudantes. Estudou violino em Salvador, sob orientação do Maestro Dante, regente da orquestra de violino da capital, e tornou-se integrante da orquestra. Também fez parte de uma banda musical em Brumado, onde tocava saxofone, trompa e acordeom (que na Bahia é também conhecida como sanfona).
Um episódio incomum aconteceu no dia da formatura de Mário Rizério: seu nome não constou na lista de formandos, o que causou grande decepção. Depois do ocorrido, Mário, juntamente com sua família, fez reclamações à direção da faculdade, a qual convocou todos os participantes e formandos para uma segunda cerimônia; foi especial para Mário, que colou grau sozinho, mas com todos os requintes merecidos, o que causou grande emoção a ele e seus familiares. Dois anos após sua formatura, Mário decidiu mudar-se para Goiás e se estabeleceu na cidade de São Domingos, onde foi acusado de ser comunista. Embora já tivesse iniciado sua carreira de médico em Brumado, com algumas consultas simples foi em São Domingos e Arraias que se consagrou como médico, mas antes disso acontecer, teve que partir para o garimpo no Rio São Domingos (Goiás), para garantir as despesas com hospedagem. Seu primeiro desafio foi realizar um parto e estancar a hemorragia de uma paciente, filha de um coronel, em São Domingos. Após o sucesso da operação, Mário recebeu 500 000 réis, valor acima do que ele esperava.
A atitude de Mário Rizério Leite não foi aprovada pelo líder religioso da cidade, pois gostava de viver intensamente a vida; gostava de muita música, era questionador e de espírito agitado, sempre em busca de coisas novas, por isso, devido a seu modo de vida, foi acusado de ser comunista e foi excomungado pelo padre, em plena missa, com a igreja lotada e pedida a sua expulsão da cidade. Porém, o mais interessante é que um acontecimento curioso o favoreceu: o padre adquiriu uma grave doença que lhe causava febre, tosse e chiado no peito. Em vista disso um eclesiástico, irmão do padre, procurou Mário e foi atendido. Mário, então, o diagnosticou com pneumonia e o medicou. Terminando a consulta, o padre perguntou a Mário quanto devia pagar, a que Mário respondeu: “Minha desexcomungação!”

## Carreira

### Médico
No início de carreira, exerceu sua função de médico, realizando algumas consultas em Brumado e Santa Bárbara (hoje distrito de Ubiraçaba). O que o fez deixar a Bahia foi o desejo de atuar em lugares ainda carentes de serviços médicos, então, surgiu a oportunidade de chefiar uma campanha sanitarista do Ministério da Educação e saúde, que lhe levaria para Goiás. Depois de morar por algum tempo em São Domingos, se mudou para Arraias (hoje pertencente a Tocantins), porque o interventor federal de Goiás, Pedro Ludovico Teixeira, por meio de decreto, o designou médico chefe do Posto de Higiene da Organização de Saúde do Estado de Goiás (OSEGO). Finalmente, Mário se sentia realizado naquilo que mais gostava e escolheu fazer.
Mário foi candidato a prefeito do município de Arraias, mas, embora tivesse grande prestígio, não conseguiu se eleger. Permaneceu por ali até 1948, quando decidiu se mudar para Goiânia, a fim de melhores oportunidades. Resolveu ficar ali em definitivo.
Em Goiânia, foi Médico Chefe da Campanha contra Helmintíase no estado de Goiás, subordinado ao Ministério de Educação e Saúde, Médico chefe do Centro de Saúde da OSEGO, Professor Catedrático de Física, desde a fundação da Universidade Federal de Goiás, em 29 de abril de 1939; Diretor do Departamento Físico-Químico-Industrial; foi um dos fundadores do Conselho Regional de Medicina de Goiás e conselheiro dessa instituição; também foi um dos fundadores da Associação Médica de Goiás e da Universidade Federal de Goiás (UFG), onde atuou como professor catedrático titular, ensinando Física durante 23 anos. Aposentou-se em 1983.
Homenagens
- Em 1991, foi homenageado com o Mérito pela relevância, pela Universidade Federal de Goiás, em reconhecimento pelos seus serviços (como docente) prestados ao povo goiano;
- Em 1999, recebeu o título de Pioneiro da Medicina em Goiás, pelo Conselho Regional de Medicina de Goiás;
- Em 2000, recebeu Honra ao Mérito por seus nobres ideais, pela Associação Médica de Goiás.[2]

### Escritor
Mário Rizério Leite foi também um Grande escritor de destaque na Literatura Brasileira. Ocupou a cadeira de número 39 da Academia Goiana de Letras, cujo patrono é Pedro Gomes de Oliveira, tomando posse no dia 8 de novembro de 1984. Sua posse inspirou o artista plástico Noé Luís a pintar o quadro A Posse, que simboliza a entrada de Mário para a Academia Goiana de Letras. A cadeira 39 da academia, que pertenceu a Mário, é ocupada hoje por Francisco Itami Campos, pró-reitor de pós-graduação, pesquisa, extensão e ação comunitária da UniEvangélica, que tomou posse no dia 8 de maio de 2013. Mário publicou seus contos e crônicas em diversos  jornais ou revistas, como: O Popular, Diário da Manhã, Folha de Goyaz; em revistas como: Vera Cruz ( Goiânia), Vida Doméstica (Rio de Janeiro) , Alterosa (Belo Horizonte), A Cigarra (Rio de Janeiro), Ugara (Salvador). Publicou seu primeiro livro em 1951, intitulado Lendas da Minha Terra. Publicou, ao todo, seis livros, alguns deles foram traduzidos para o espanhol e publicados na Colômbia. O nome de Mário encontra-se na Enciclopédia de Literarura Brasileira, de Afrânio Coutinho (edição do MEC, 1960) e no Dicionário Literário Brasileiro.
Títulos, prêmios e obras
- Em 1951, Mário Rizério Leite ganhou o Prêmio Bolsa de Publicação, da Prefeitura de Goiânia, e também o Prêmio Hugo de Carvalho Ramos, em reconhecimento ao trabalho realizado em seu livro Lendas da Minha Terra, o que foi bem aceito pela crítica.
- Em 1968, recebeu o diploma da União Brasileira de Escritores (de Goiás), pela importância de seu acervo literário.
- Em 1994, recebeu do Conselho Estadual de Cultura de Goiás a Medalha Hugo de Carvalho Ramos, na categoria gênero e prosa.[2][6]

Além de ter atuado constantemente na escrita de contos e crônicas em diversos jornais de Goiânia, Belo Horizonte, Rio de Janeiro e Salvador, Mário escreveu seis livros. Como destaque tem-se Poeira no Ar, que narra a história da família Canguçu, com seu desenrolar na antiga Fazenda Campo Seco, em torno do Sobrado do Brejo no Alto Sertão Baiano, reconstituindo as lutas dos Canguçus contra os Mouras e Castros, família de Castro Alves e histórias da região rural de Goiás. Suas obras são:
- Lendas de Minha Terra (1951, romance);
- Poeira no Ar (1955, romance);

- Mãe Mariinha (1960)
- Xuruê (1970, contos e lendas);
- Muçurana (1981, romance)
- O Vaqueiro Ciriaco (2001, romance).[2][5][7][8]

## Velhice e morte
Mário Rizério Leite viveu em Goiás por mais de 50 anos e durante todo esse tempo exerceu a profissão de médico e dedicou boa parte do seu tempo à literatura e ao ensino. Aposentou-se, pelo menos como professor, em 1983. Quando adoeceu gravemente, se internou na UTI, escolhendo o leito de número 13, que tinha como número de sorte. Coincidentemente, Mário viveu rodeado de seis netos e sete bisnetos total de 13, todos nascidos em Goiás. Religioso. Em sua velhice recebeu muita admiração e carinho de filhos, netos, amigos. Em 2001, com 89 anos, lançou o seu último livro, O Vaqueiro Ciriaco, que conta a história de um jovem sertanejo, de família humilde, acostumado com os afazeres árduos do campo, mas que se muda para o centro urbano, a fim de realizar seu sonho e se tornar um cidadão respeitado. Livro este lapidado com os costumes regionais que foi muito elogiado pela crítica.
Mário viveu 69 anos com sua esposa e morreu aos 98, em 15 de maio de 2011 em Goiânia, onde recebeu elogios, discursos e aplausos de pessoas do seu meio cultural e simpatizantes.